# شينجو (ياماغاتا)
مدينة شينجو (بالإنجليزية: Shinjō)‏ هي أحد المدن التابعة لمحافظة ياماغاتا. تأسست رسميًا في 01/04/1949. ويقدر عدد سكانها بـ 39808 نسمة حسب تقدير مكتب الإحصاء الياباني لعام 2012. تبلغ مساحة شينجو 223.08 كم2. بكثافة سكانية تبلغ 178 نسمة/كم2.

## المناخ
يظهر الجدول التالي التغييرات المناخية على مدار السنة لشينجو:
| البيانات المناخية لـشينجو         | البيانات المناخية لـشينجو | البيانات المناخية لـشينجو | البيانات المناخية لـشينجو | البيانات المناخية لـشينجو | البيانات المناخية لـشينجو | البيانات المناخية لـشينجو | البيانات المناخية لـشينجو | البيانات المناخية لـشينجو | البيانات المناخية لـشينجو | البيانات المناخية لـشينجو | البيانات المناخية لـشينجو | البيانات المناخية لـشينجو | البيانات المناخية لـشينجو |
| الشهر                             | يناير                     | فبراير                    | مارس                      | أبريل                     | مايو                      | يونيو                     | يوليو                     | أغسطس                     | سبتمبر                    | أكتوبر                    | نوفمبر                    | ديسمبر                    | المعدل السنوي             |
| --------------------------------- | ------------------------- | ------------------------- | ------------------------- | ------------------------- | ------------------------- | ------------------------- | ------------------------- | ------------------------- | ------------------------- | ------------------------- | ------------------------- | ------------------------- | ------------------------- |
| متوسط درجة الحرارة الكبرى °م (°ف) | 1.7 (35.1)                | 2.4 (36.3)                | 6.6 (43.9)                | 14.4 (57.9)               | 20.2 (68.4)               | 24.3 (75.7)               | 26.2 (79.2)               | 29.6 (85.3)               | 24.4 (75.9)               | 17.4 (63.3)               | 10.7 (51.3)               | 5.6 (42.1)                | 15.3 (59.5)               |
| المتوسط اليومي °م (°ف)            | −1.3 (29.7)               | −0.9 (30.4)               | 2.6 (36.7)                | 8.5 (47.3)                | 14.2 (57.6)               | 18.9 (66.0)               | 21.6 (70.9)               | 24.4 (75.9)               | 19.7 (67.5)               | 12.2 (54.0)               | 6.5 (43.7)                | 2.3 (36.1)                | 10.7 (51.3)               |
| متوسط درجة الحرارة الصغرى °م (°ف) | −4.4 (24.1)               | −4.5 (23.9)               | −1.4 (29.5)               | 2.9 (37.2)                | 8.7 (47.7)                | 14.2 (57.6)               | 18.0 (64.4)               | 20.3 (68.5)               | 16.1 (61.0)               | 7.9 (46.2)                | 2.7 (36.9)                | −0.7 (30.7)               | 6.7 (44.0)                |
| الهطول مم (إنش)                   | 184.4 (7.26)              | 123.7 (4.87)              | 89.7 (3.53)               | 101.9 (4.01)              | 88.0 (3.46)               | 119.5 (4.70)              | 137.0 (5.39)              | 177.2 (6.98)              | 140.0 (5.51)              | 130.9 (5.15)              | 183.8 (7.24)              | 179.7 (7.07)              | 1٬655٫8 (65.17)           |
| متوسط تساقط الثلوج سم (إنش)       | 314 (124)                 | 210 (83)                  | 62 (24)                   | 3 (1.2)                   | 0 (0)                     | 0 (0)                     | 0 (0)                     | 0 (0)                     | 0 (0)                     | 0 (0)                     | 37 (15)                   | 139 (55)                  | 765 (302.2)               |
| متوسط الرطوبة النسبية (%)         | 82                        | 80                        | 74                        | 70                        | 70                        | 74                        | 79                        | 77                        | 80                        | 81                        | 81                        | 81                        | 77                        |
| ساعات سطوع الشمس الشهرية          | 37.5                      | 56.3                      | 108.7                     | 158.8                     | 179.1                     | 170.2                     | 145.1                     | 177.8                     | 104.3                     | 99.6                      | 58.6                      | 41.5                      | 1٬337٫5                   |
| المصدر: NOAA (1961-1990)          |                           |                           |                           |                           |                           |                           |                           |                           |                           |                           |                           |                           |                           |

## أعلام
- تاكيشي كوباياشي